# Fenstabilisering

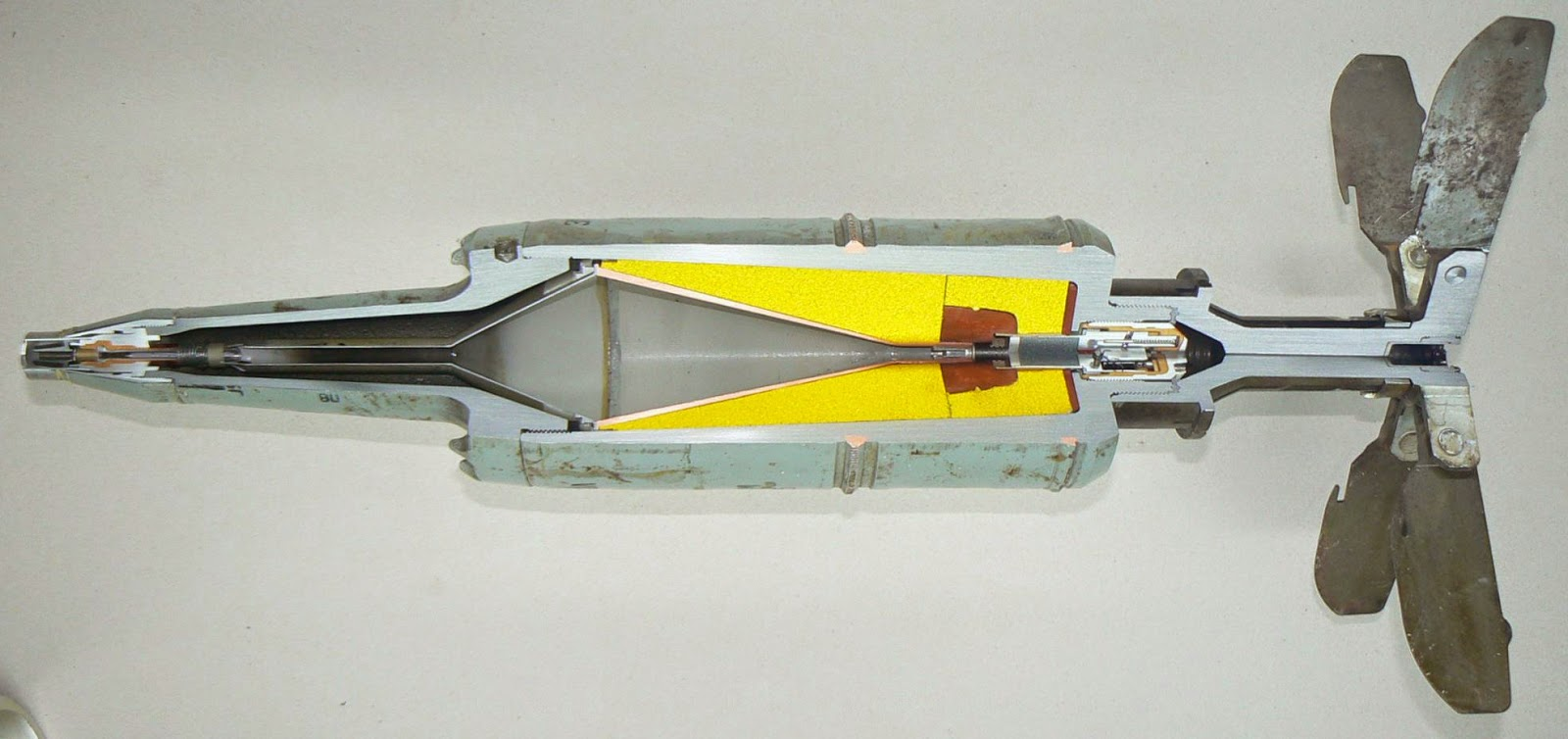
Fenstabiliserad pansarspränggranat med utfällbara fenor

Fenstabilisering avser inom ytterballistiska sammanhang, aerodynamisk stabilisering av vapenprojektiler i projektilbanan, genom luftmotståndet mot fenor placerade i projektilens bakände. Stabilisering i projektilbanan är nödvändig för att vapenprojektiler ska färdas med minsta möjliga avvikelse mot sitt avsedda riktmål och för att inte börja tumla vid energiförlust. 
Fenstabilisering förekommer bland annat hos följande vapenprojektiler: pilar, pilprojektiler och flechetter (då kallad pilstabilisering), granater (såsom vinggranater), flygbomber, raketprojektiler, samt robotar och annan precisionsstyrd ammunition, etc.
Fenorna varierar i storlek och antal, och kan vara anbringade på projektilkroppen eller i ett avsmalnat stjärtstycke. Det senare förekommer främst hos ammunition som har utfällbara fenor, varav fenorna sitter instoppade mot stjärtstycket under transport för att ge mindre profil, och först fälls ut efter avfyrning/avlossning. Vissa robotar och precisionsstyrda flygbomber har fenor eller vingar som kan ändra sitt läge eller vinkel för att korrigera flygbanan utöver deras konventionella roder.